# Vidas paralelas
Las Vidas paralelas (Βίοι Παράλληλοι, Bioi parallēlloi) son una colección biográfica escrita en griego por Plutarco entre finales del siglo I y principios del siglo II.

## Contenido y estructura
Plutarco escribió entre el 96 y el 117 d. C. eruditas y amenas biografías de célebres griegos y romanos emparejadas por alguna similitud en su dedicación. Al final de estos emparejamientos un breve texto (la σύγκρισις / sýnkrisis, «comparación») encontraba lo distintivo en ambos personajes.
Se conservan cuarenta y ocho biografías de Plutarco, de las cuales veintidós pares son las que corresponden estrictamente a las Vidas paralelas. Cada par incluye la oposición de un personaje griego a otro romano.
Las biografías de Galba y Otón pertenecían a una serie hoy incompleta dedicada a los emperadores romanos desde Augusto hasta Vitelio, mientras que las de Artajerjes y Arato eran obras independientes.
La obra se iniciaba con las vidas, hoy perdidas, de Epaminondas y Escipión, que irían probablemente precedidas de una introducción global y la dedicatoria a Quinto Sosio Seneción, amigo suyo y de Trajano, además de dos veces cónsul, en los años 99 y 107. Asimismo, la mayoría de los pares de biografías incorporan un prólogo y todas (salvo Temístocles-Camilo, Alejandro-César, Foción-Catón y Pirro-Mario) Plutarco las concluye con una comparación (sýncrisis) entre ambos personajes, colocándolos en un plano de igualdad, si no de preferencia a su compatriota griego.

## Propósito
El objetivo de Plutarco consiste en extraer, en cada caso, el carácter moral del personaje, antes que la narración de los acontecimientos políticos de la época; de ahí el tratamiento exhaustivo sobre la educación y natural disposición del personaje, y el relato de gran número de anécdotas, calculado para revelar la naturaleza del hombre. «Un lance fútil, una palabra, algún juego [que] aclara más las cosas sobre las disposiciones naturales de los hombres que las grandes batallas ganadas, donde pueden haber caído diez mil soldados».
Creía en la compatibilidad de Roma como rectora y de Grecia como educadora. Las Vidas contienen, además de interesantes anécdotas, muchos pasajes históricos memorables.

## Trascendencia
Las Vidas paralelas fueron muy leídas en el Renacimiento, cuando los humanistas buscaban modelos de héroes famosos y virtuosos en la antigüedad grecolatina, imbuidos por el nuevo antropocentrismo. En España, las semblanzas de Fernando del Pulgar y Fernán Pérez de Guzmán le deben no poco. Usan material plutarqueo los escritores del XVI Luisa Sigea, fray Antonio de Guevara, Cristóbal de Villalón, Melchor de Santa Cruz, Juan Rufo, etc., y Shakespeare utilizó las Vidas paralelas como fuente para sus tragedias Julio César y Coriolano. En Francia se citan con frecuencia en los Ensayos de Michel de Montaigne y Rousseau lo tenía como su libro predilecto.

## Personajes
- Teseo - Rómulo
- Licurgo - Numa Pompilio
- Solón - Publícola
- Temístocles - Camilo
- Pericles - Fabio Máximo
- Alcibíades - Coriolano
- Timoleón - Emilio Paulo
- Pelópidas - Marcelo
- Arístides - Catón
- Filopemen - Flaminino
- Pirro - Cayo Mario
- Lisandro - Sila
- Cimón - Lúculo
- Nicias - Craso
- Alejandro - Julio César
- Agesilao - Pompeyo
- Eumenes - Sertorio
- Foción - Catón el Joven
- Agis y Cleómenes - Tiberio y Cayo Graco
- Demóstenes - Cicerón
- Demetrio - Antonio
- Dión - Bruto
- Artajerjes y Arato - Galba y Otón.

## Relatos biográficos perdidos
Remitiéndonos a fuentes indirectas y textos alternativos, se puede establecer que se han perdido varias biografías.
Así, en el catálogo de Lamprias figuran las biografías de Píndaro, Augusto, Tiberio, Calígula, Claudio, Nerón y Vitelio. Asimismo en diversos pasajes de sus escritos alude a Crates el cínico, Aristómenes, Hércules, Leónidas, Epaminondas, los Escipiones y Metelo.

## Traducciones al español
A mediados de 1388 el gran maestre de la Orden de San Juan de Jerusalén Juan Fernández de Heredia tradujo por primera vez a una lengua romance de forma completa las Vidas paralelas, en concreto al aragonés, anticipándose incluso a la versión latina de Jacopo Angeli dalla Scarperia. Adelino Álvarez publicó la edición crítica de esta obra en 2009 en dos volúmenes bajo el título de Vidas semblantes.
Las primeras traducciones, todavía parciales, de la obra al español llegaron más de un siglo después, de la mano de los helenistas Alonso de Palencia (1491, sobre el texto de Giovannantonio Campano publicado en 1478), Diego Gracián (1542) y Juan Castro de Salinas, pseudónimo del protestante español Francisco de Enzinas (1551). En el siglo XIX hizo también una traducción completa Antonio Ranz Romanillos (1821-1830, 5 vols.), quien seguía el texto de Brian (Londres, 1729) tenido entonces por el más correcto. En el siglo XX pueden mencionarse las completas de la editorial Castalia (1919 etc.), la mexicana de la UNAM (1923), la de la Editorial Calpe y la de Editorial Gredos.